# مارتین پوهل (بازیکن فوتبال)
مارتین پوهل (انگلیسی: Martin Pohl؛ زادهٔ ۱۳ آوریل ۱۹۸۱) بازیکن فوتبال اهل آلمان است.
از باشگاه‌هایی که در آن بازی کرده‌است می‌توان به باشگاه فوتبال هانزا روستوک و باشگاه فوتبال قوت-وایس ارفورت اشاره کرد.